# Centaurium rigualii
Centaurium rigualii là một loài thực vật có hoa trong họ Long đởm. Loài này được Esteve mô tả khoa học đầu tiên năm 1967.